# 33010 Enricoprosperi
33010 Enricoprosperi è un asteroide della fascia principale. Scoperto nel 1997, presenta un'orbita caratterizzata da un semiasse maggiore pari a 2,3594988 UA e da un'eccentricità di 0,0870198, inclinata di 7,06097° rispetto all'eclittica.